# Saint-Christophe-Vallon
 Saint-Christophe-Vallon  là một xã ở tỉnh Aveyron, thuộc vùng Occitanie ở miền nam nước Pháp.